# Rhododendron forrestii
Rhododendron forrestii là một loài thực vật có hoa trong họ Thạch nam. Loài này được Balf. f. ex Diels miêu tả khoa học đầu tiên năm 1912.

## Hình ảnh

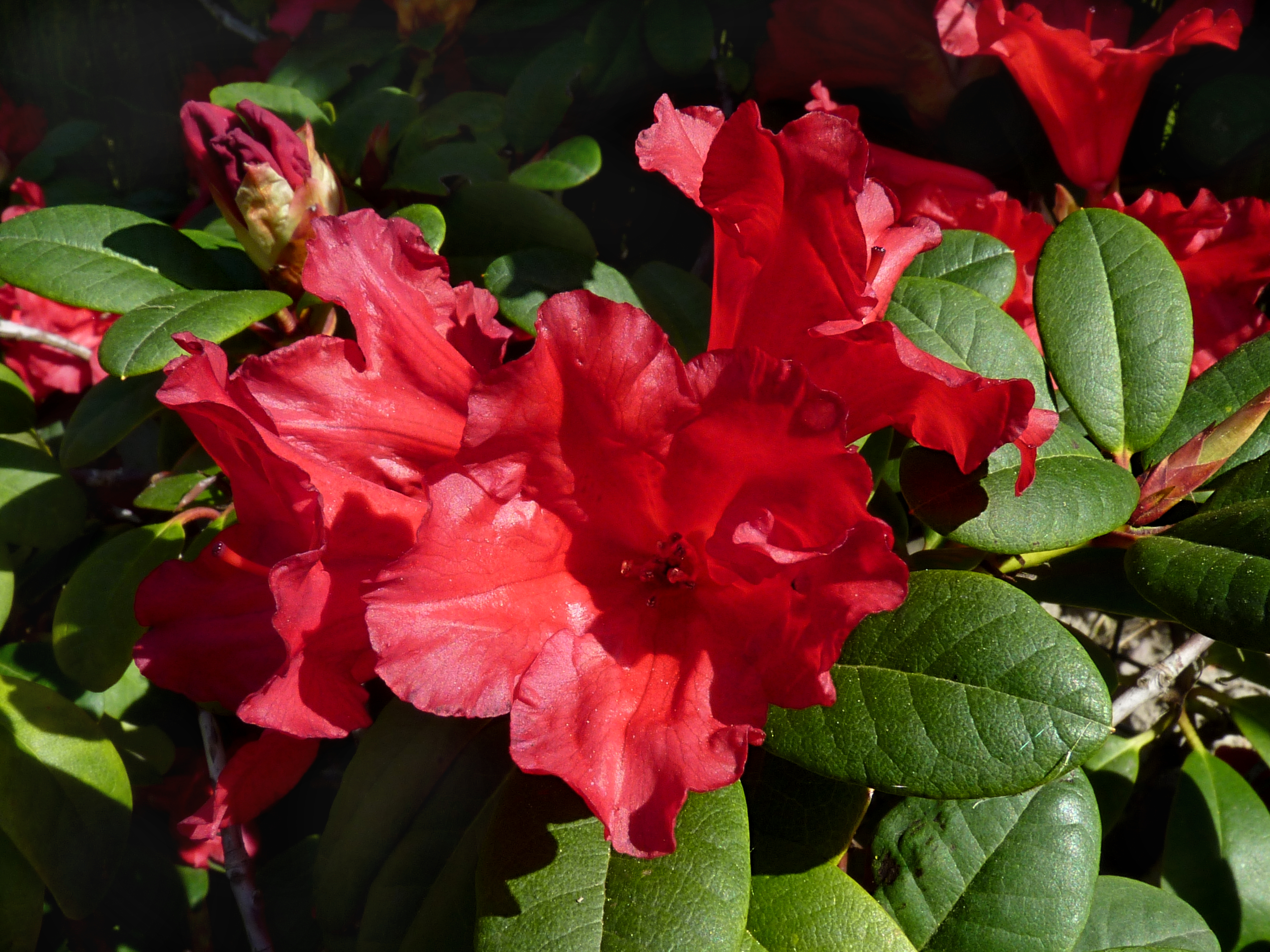
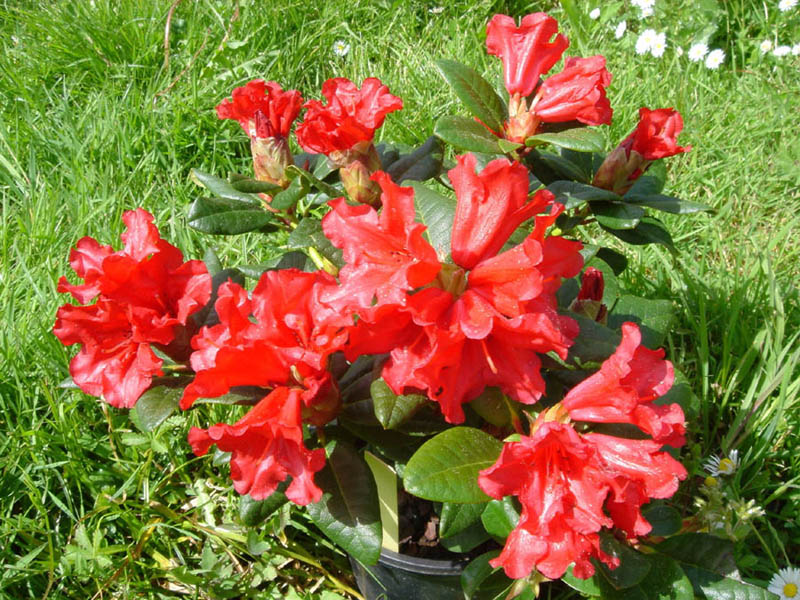
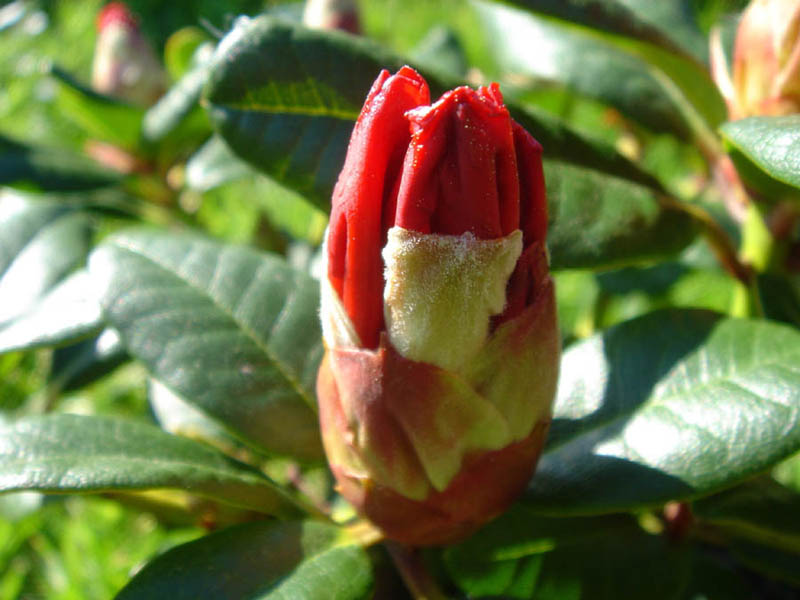
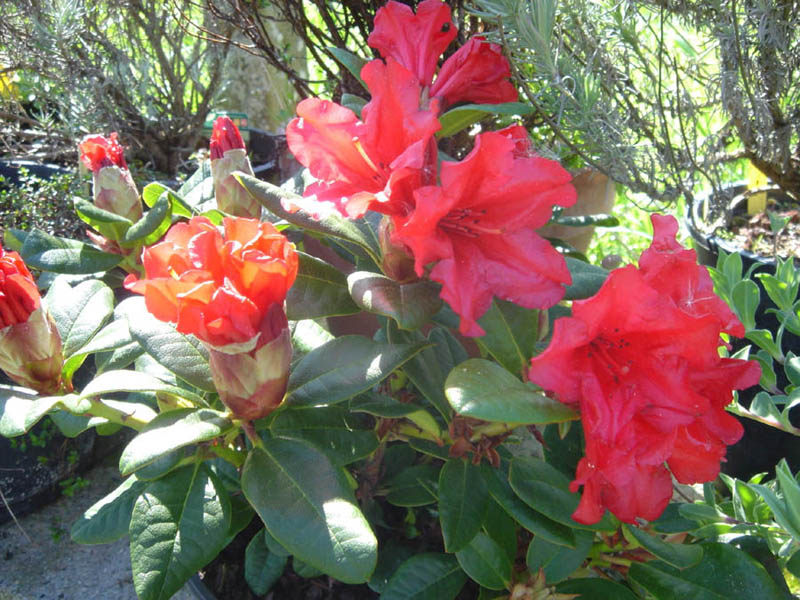